# Comté de Down
Pour les articles homonymes, voir Down.
Le comté de Down (en anglais : County Down ; en irlandais : Contae an Dúin ; en scots : Coontie Doon) est l'un des six comtés irlandais formant l'Irlande du Nord. Comme les cinq autres, il fait partie de la province d'Ulster. Sa superficie est de 2 448 km2 pour 553 261 habitants (en 2021). Sa capitale est Downpatrick. C’est à l’intérieur du comté que l’on trouve le point le plus à l’est de l'île d'Irlande : Burr Point.
Le comté est entouré des comtés nord-irlandais d'Antrim au nord et d'Armagh à l’ouest, du comté irlandais de Louth au sud-ouest et de la mer d'Irlande à l'est.

## Comtés limitrophes

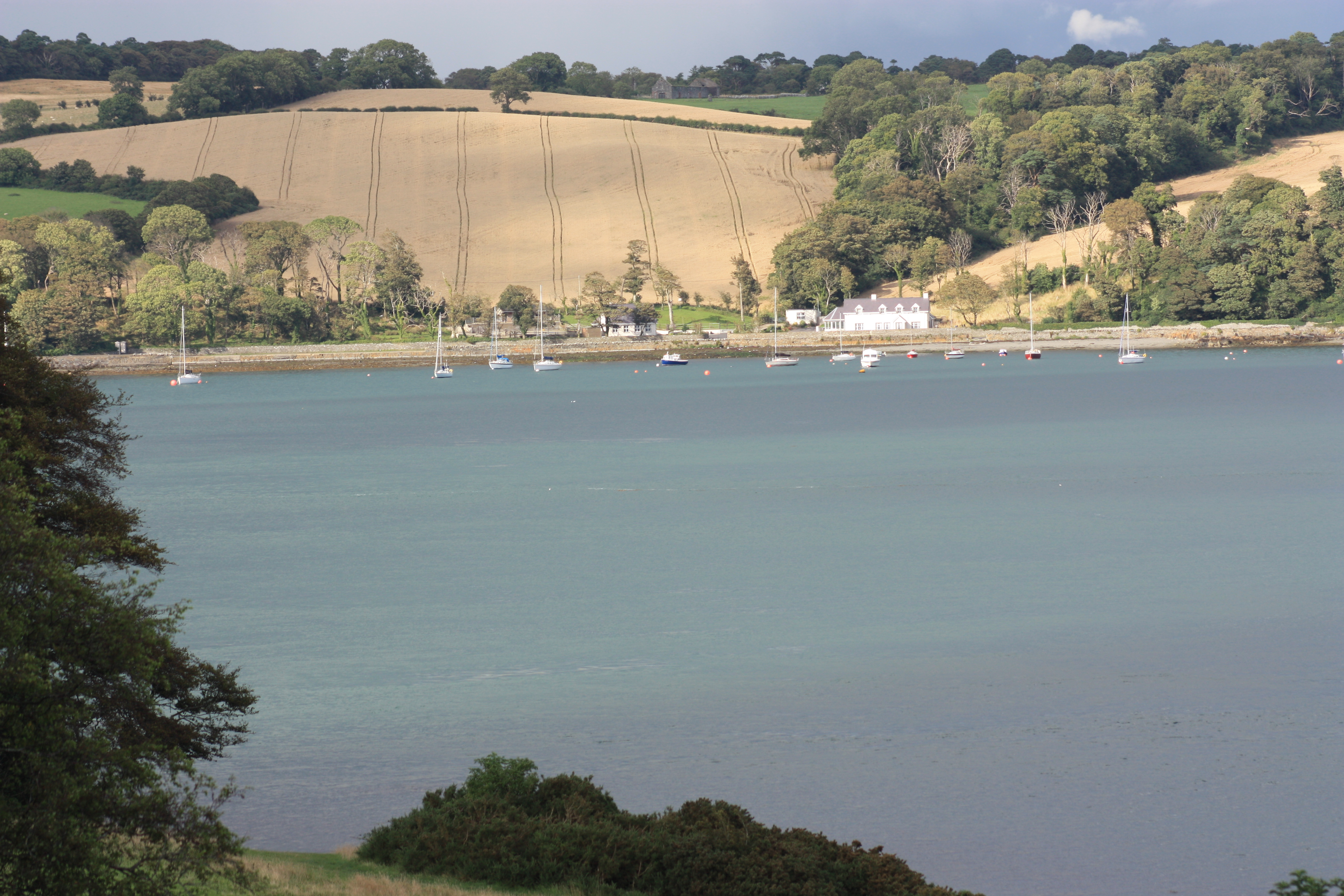
Strangford Lough.

| Antrim Armagh | Antrim        | canal du Nord |
| Armagh        | comté de Down | mer d'Irlande |
| Louth         | mer d'Irlande | mer d'Irlande |

## Villes du comté
- Annalong, Ardglass
- Ballynahinch, Banbridge, Bangor
- Carryduff, Clough, Comber, Crossgar
- Donaghadee, Downpatrick, Dromore, Dundonald
- Gilford
- Hillsborough, Holywood
- Kilkeel, Killinchy, Killyleagh, Kilmore
- Lawrencestown, Loughinisland,
- Millisle, Monkstown
- Newcastle, Newry, Newtownards
- Portaferry
- Rostrevor
- Saintfield, Saul, Seaforde, Shrigley, Strangford, Strangford Lough
- Warrenpoint

## Personnalités liées au comté
- Colman de Dromore, premier évêque et abbé de Dromore, monastère qu'il fonda dans le comté de Down en Irlande ; saint chrétien  fêté le 7 juin[4],[5].
- Robert Maxwell, de Waringstown dans le comté de Down, épousa en 1668 Anne Carey, comtesse de Clanbrassil, dans le comté d'Armagh, lorsqu'elle est devenue veuve. Antoine van Dyck avait fait le portrait d'Anne Carey, jeune fille en 1636. Ce tableau est aujourd'hui conservé à la Frick Collection à New York[6].
- Sinéad Derrig (1899-1991), fonctionnaire irlandaise, y est née (Craigaroddan).
- Mairi Bury (1921-2009), femme politique nord-irlandaise, y est née (Mount Stewart).

## Culture
Il existe une balade irlandaise sur le comté : Star Of The County Down.